# Парамоново (Московская область)
Парамо́ново — деревня в Дмитровском районе Московской области России. Входит в состав городского поселения Дмитров (до середины 2000-х — Целеевский сельский округ). Население — 116 чел. (2010). Деревня известна главным образом благодаря расположенной здесь санно-бобслейной трассе «Парамоново».

## Население
Согласно Всероссийской переписи, в 2002 году в деревне проживало 167 человек (75 мужчин и 92 женщины); преобладающая национальность — русские (90 %). В 2010 году — 116 человек.
| 2002 | 2006 | 2010 |
| ---- | ---- | ---- |
| 167  | ↘134 | ↘116 |

## Расположение
Деревня Парамоново расположена примерно в 13 км к югу от центра города Дмитрова. Ближайшие населённые пункты — деревни Стреково, Горки и Боброво. Севернее деревни Парамоново протекает река Волгуша. До деревни Парамоново ходит автобус от платформы Турист Савёловского направления МЖД.

## Санно-бобслейная трасса
Санно-бобслейная трасса «Парамоново» расположена у северо-восточной окраины деревни. Трасса была построена в 2007—2008 годах. Трасса имеет сертификат на проведение соревнований любого уровня.

## Достопримечательности
В Парамоново находится памятник 28 морякам и памятник 92 жителям деревни, погибшим в Великой Отечественной войне. Рядом с деревней находится памятник геологии — Парамоновский овраг, а также два памятника археологии — неолитическая стоянка и славянское селище.